# West Liberty (Virginie-Occidentale)
Pour les articles homonymes, voir West Liberty.
West Liberty est une ville américaine située dans le comté d’Ohio, dans l’État de Virginie-Occidentale, aux États-Unis. Lors du recensement de 2000, elle comptait 1 220 habitants.

## Histoire
Fondée en 1787, quelques années après la révolution américaine, la ville doit son nom à sa position à l'ouest du pays (alors limité à treize colonies) et à l'importance accordée dans ce contexte à la liberté. West Liberty fut le premier siège du comté, avant d’être supplantée par Wheeling en 1797.